# Carlo Cudicini
Pour les articles homonymes, voir Cudicini.
Carlo Cudicini est un footballeur italien né le 6 septembre 1973 à Milan.

## Biographie
Le 26 mai 1993, il est remplaçant lors de la défaite de l'AC Milan en finale de la Ligue des champions face à l'Olympique de Marseille.
Il joue dans le club de Chelsea de 1999 à janvier 2009.
Le 12 novembre 2009, il est victime d'un grave accident de moto,.
Le 31 décembre 2012, son transfert gratuit au Los Angeles Galaxy est annoncé par Tottenham. Gardien titulaire au Galaxy, il perd sa place à la suite de l'arrivée de Jaime Penedo au mois d'août. Il n'est finalement pas reconduit la saison suivante pour le camp d'entrainement du club californien.

## Palmarès
- Champion d'Angleterre en 2005 et 2006 avec Chelsea
- Finaliste de la Coupe d'Angleterre en 2002 avec Chelsea
- Finaliste de la Ligue des Champions en 1993 avec le Milan AC